# 58-й танковий корпус (Третій Рейх)
LVIII-й (58-й) та́нковий ко́рпус (нім. LVIII. Panzerkorps) — танковий корпус Вермахту за часів Другої світової війни.

## Історія
LVIII-й танковий корпус сформований 28 липня 1943, як 58-й резервний танковий корпус у V-му військовому окрузі (нім. Wehrkreis V). 6 липня 1944 перейменований на 58-й танковий корпус.

## Райони бойових дій
- Франція (липень 1943 — листопад 1944);
- Західна Німеччина (листопад — грудень 1944);
- Арденни, Рурський регіон (грудень 1944 — квітень 1945).

## Командування

### Командири
- генерал танкових військ Лео Гайр фон Швепенбург (нім. Leo Freiherr Geyr von Schweppenburg) (28 липня — 1 грудня 1943);
- генерал танкових військ Ганс-Карл фон Есебек (нім. Hans-Karl von Esebeck) (1 грудня 1943 — 10 лютого 1944);
- генерал танкових військ Вальтер Крюгер (нім. Walter Krüger) (1 грудня 1943 — 10 лютого 1944);
- генерал-лейтенант Вальтер Боч (нім. Walter Botsch) (10 лютого 1944 — 8 травня 1945).

## Бойовий склад 58-го танкового корпусу
Формування управління, забезпечення та підтримки
- 458-ме артилерійське командування (Arko 458);
- 458-й корпусний батальйон зв'язку (Korps-Nachrichten-Abteilung 458);
- 458-ме управління корпусного постачання (Korps-Nachschubtruppen 458).

- 155-та резервна танкова дивізія (155. Reserve-Panzer-Division);
- 177-ма резервна танкова дивізія (177. Reserve-Panzer-Division)???[3];
- 504-й важкий танковий батальйон (Schwere Panzer Abteilung 504)[4].

- Танкова дивізія «Лер» (Panzer-Lehr-Division);
- 16-та танково-гренадерська дивізія СС «Рейхсфюрер СС» (16. SS-Panzergrenadier-Division "Reichsführer SS").

- 21-ша танкова дивізія (21. Panzer-Division);
- Танкова дивізія «Лер»;
- 16-та танково-гренадерська дивізія СС «Рейхсфюрер СС».

- 2-га танкова дивізія СС «Дас Райх» (2. SS-Panzer-Division "Das Reich");
- 708-ма піхотна дивізія (708. Infanterie-Division);
- 5-та парашутна дивізія (5. Fällschirmjager Division);
- Частини:
  - 9-ї танкової дивізії (9. Panzer-Division).

- 116-та танкова дивізія (116. Panzer-Division);
- 560-та фольксгренадерська дивізія (560. Volks-Grenadier-Division).

- 2-га танкова дивізія (2. Panzer-Division);
- 9-та танкова дивізія;
- 116-та танкова дивізія.

- 3-тя панцергренадерська дивізія (3. Panzergrenadier-Division);
- 353-тя піхотна дивізія (353. Infanterie-Division);
- 12-та фольксгренадерська дивізія (12. Volks-Grenadier-Division).

- 9-та танкова дивізія;
- 353-тя піхотна дивізія;
- 12-та фольксгренадерська дивізія;
- 62-га фольксгренадерська дивізія (62. Volks-Grenadier-Division);
- 183-тя фольксгренадерська дивізія (183. Volks-Grenadier-Division).